# Acropora torihalimeda
Acropora torihalimeda är en korallart som beskrevs av Wallace 1994. Acropora torihalimeda ingår i släktet Acropora och familjen Acroporidae. IUCN kategoriserar arten globalt som otillräckligt studerad. Inga underarter finns listade i Catalogue of Life.